# Prek Cali
Prek Cali (Shkodër, 29 juli 1872 - 25 maart 1945) was een Albanese guerrillastrijder. Hij vocht tegen de Ottomanen, de Montenegrijnen en de Joegoslavische partizanen.
Cali werd geboren in Vermosh en was onderdeel van de Kelmendi-stam, destijds onderdeel van het Shkodër-vilajet binnen het Ottomaansd Rijk. Hij werd de bajraktar van de Kelmendi-stam. Hij nam deel aan de Albanese opstanden van 1908 en 1911 tegen de Ottomanen. Daarna nam hij deel aan de Balkanoorlogen. Hij leidde zijn stam tegen de Montenegrijnse strijdkrachten.